# Lac de Dojran
Le lac de Dojran (en macédonien : Дојранско Езеро, en grec moderne : Λίμνη Δοϊράνη, Límni Doïráni) est un lac partagé entre la Macédoine du Nord et la Grèce.
Sa superficie est de 43,1 km2, sa longueur de 8,9 km du nord au sud et sa largeur maximale est de 7,1 km, faisant du lac de Dojran le troisième plus grand lac de Macédoine du Nord après le lac d'Ohrid et le lac Prespa.

## Faune endémique
- Alburnus macedonicus[1]

## Historique
Clef de passage entre le nord et la Méditerranée, le lac est le lieu de combats : Bataille de Doiran en 1913, Bataille de Dojran en 1916, 17 et 18.

## En images

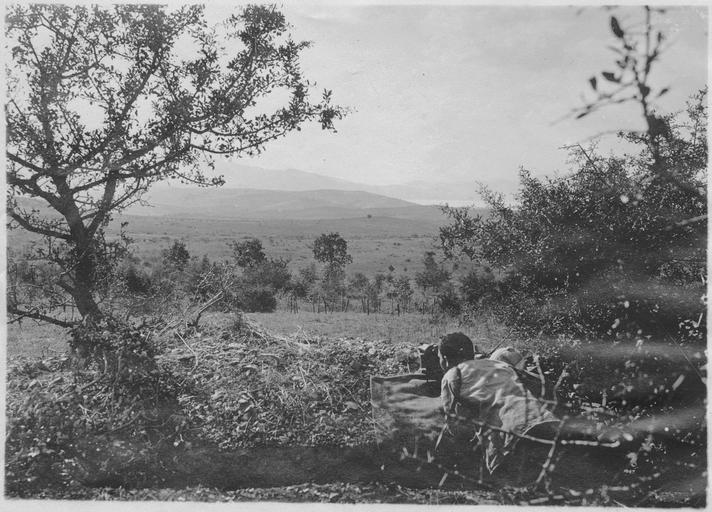
En 1916,
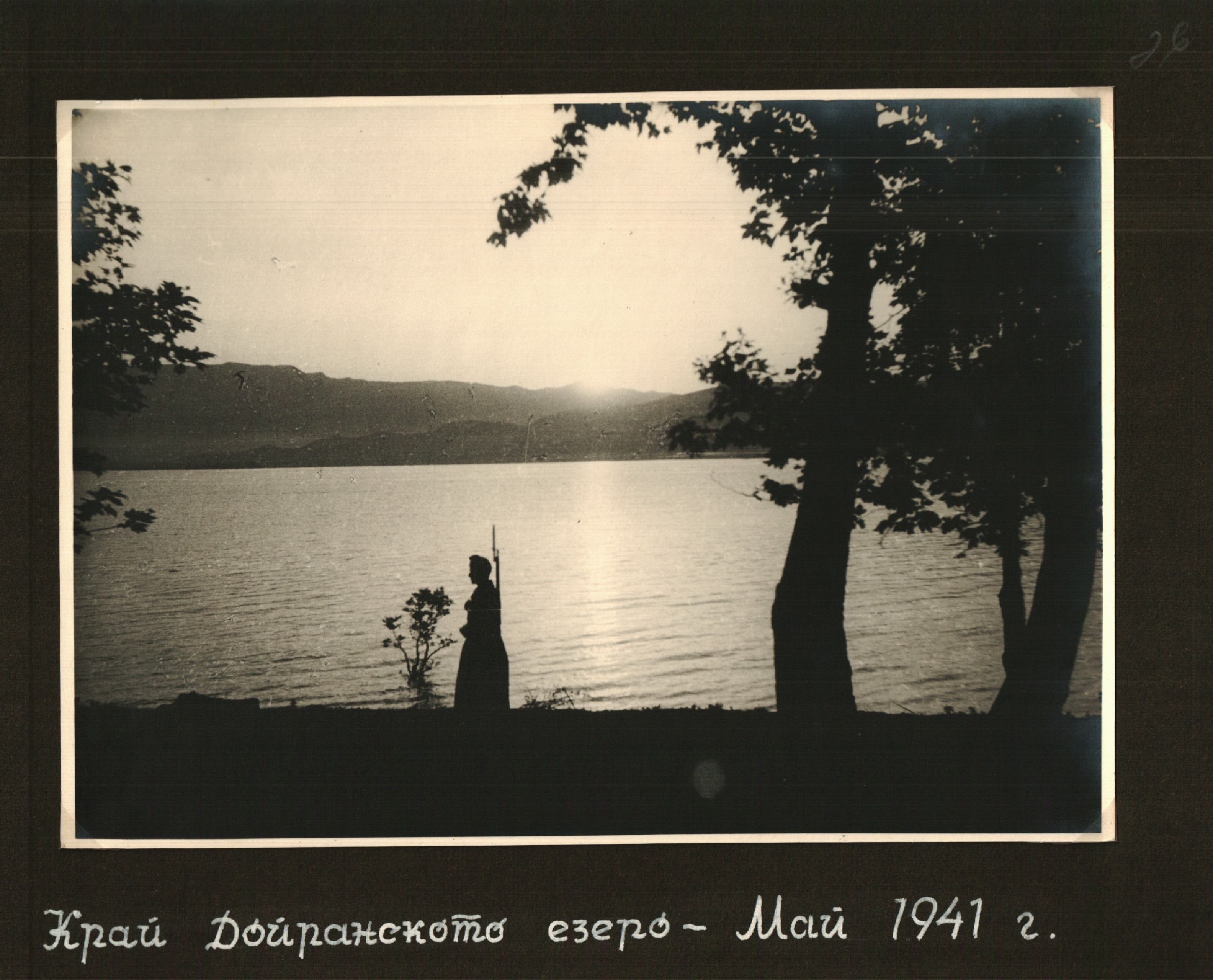
en 1941,
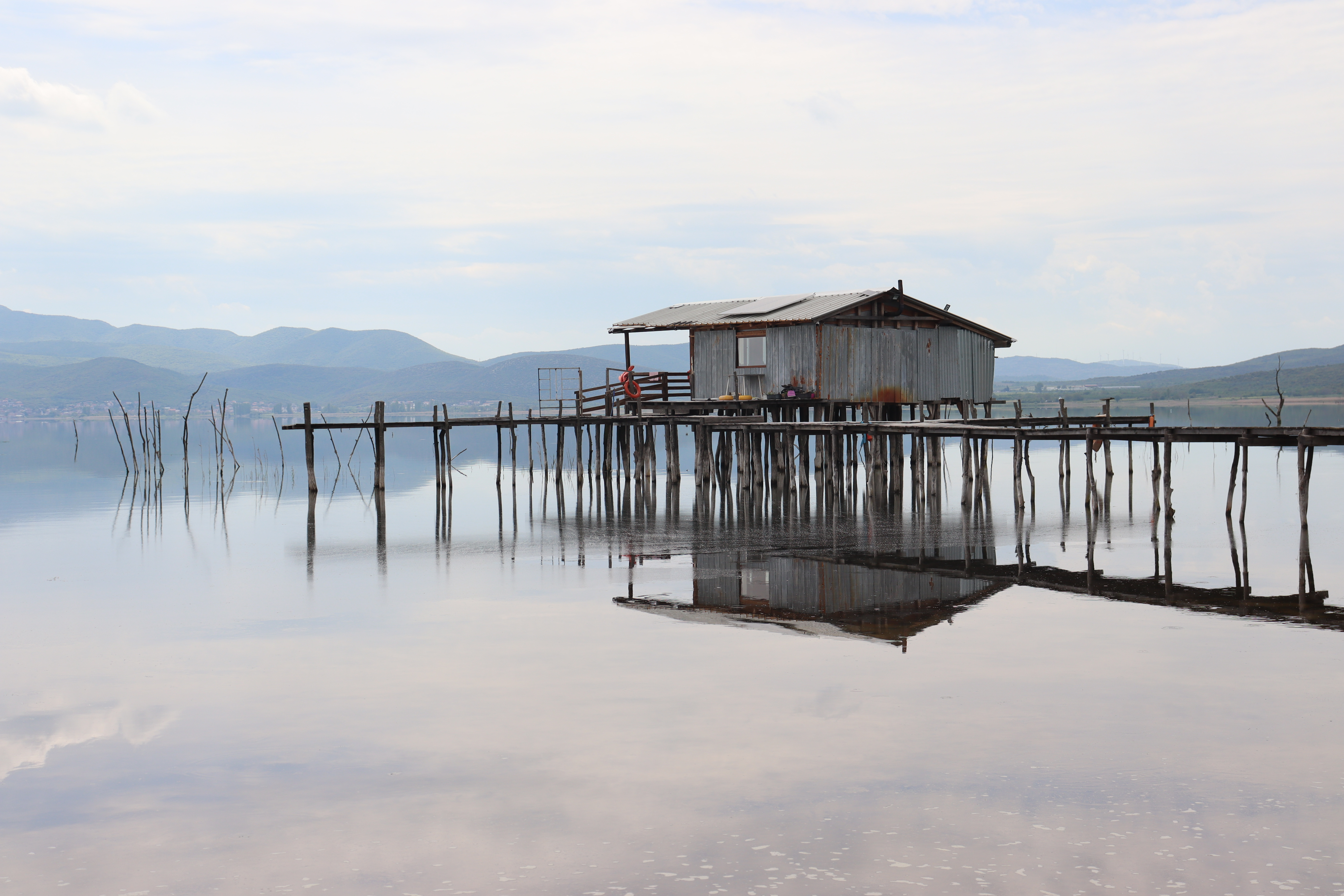
Une maison sur pilotis au lac de Dojran.
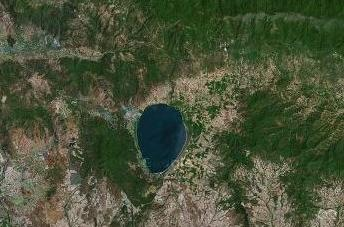
Sur une vue satellitaire.